# 莎翁情史
是一部1998年首映的電影，由英国导演約翰·麥登執導。劇本則來自於1990年因威廉·莎士比亞的影響而創作了一齣成功戲劇──《君臣人子小命嗚呼》的劇作家湯姆·斯托帕德與兼任製片人的馬克·諾曼。
本電影榮獲1998年度第71屆奧斯卡金像獎7項獎項，包括最佳影片、最佳女主角獎、最佳女配角及最佳原創劇本這4項大獎。這亦是自1977年，喜劇電影《安妮霍爾》（Annie Hall）獲得奧斯卡最佳影片獎後，第一部喜劇電影奪得這項榮譽。

## 製作
電影的情節大部分都是虛構出來，而角色方面只有少部分是基於真實的歷史人物，例如：莎士比亞、英女皇伊麗莎白一世、劇作家克利斯多弗·馬羅等。還有，電影內很多角色、情節以及對白的設計都是參考莎士比亞的戲劇。

## 劇情
《莎翁情史》讲述的是莎士比亚的爱情故事。
1593年，一座位於倫敦泰晤士河南邊的玫瑰劇院（The Rose）因為瘟疫被關閉了約十二個星期後才重開，它的老闆漢斯樂為此失去演出的收入，並欠下菲尼曼一筆債項。為了還債不再受酷刑，漢斯樂提議菲尼曼投資一齣由莎士比亞創作的喜劇，名為《羅密歐與海盜之女阿絲》，收益作還債之用。
這劇的製作很快就已經預備妥當，只差莎士比亞那未完成的劇本，然而，莎士比亞卻在這個時候失去了創作靈感。他為此到占卜師那裡求助，而那占卜師告訴他，只有愛情才能激發他的創作靈感。
莎士比亞因此去找與他一直有關係的洛斯琳，她是漢樂斯的競爭對手──波貝的情婦。向她示愛後，莎士比亞就回去完成他的那部喜劇作品，並希望得到波貝對劇本的投資，怎料，他卻在波貝的居所發現洛斯琳正與其他人偷情。在路上，莎士比亞一怒之下把劇本扔在火堆中，並瞞著漢斯樂說劇本已完成，可以招募演員。
在招募演員的過程中，其中一位應徵者──肯特的才華被莎士比亞發現，當莎士比亞要他脫下帽子時，肯特便嚇得逃走了。莎士比亞追到河的對岸，一間爵士的大宅時便失去了他的蹤影，屋裏的奶娘說肯特是她的侄子。他沒有放棄，在門外等候。
到了晚上，莎士比亞碰到了在樂隊的朋友，並混入了爵士舉辦的舞會。在舞會裏，他遇上了薇奧拉──爵士的女兒，兩人一見鍾情，但莎士比亞被看中她的魏瑟爵士趕走。雖然如此，薇奧拉卻帶給莎士比亞靈感的泉源，再加上同樣是劇作家的好友馬羅給他的創作方向，令他在一個晚上便完成了新劇第一場景的劇本。
第二日，莎士比亞在劇場排戲時，肯特突然出現，並答應當羅密歐的角色。排練完畢後，莎士比亞希望肯特能夠將他對薇奧拉示愛的信帶回給她。薇奧拉雖知道莎士比亞愛意，但她要面對嫁給魏瑟爵士的現實。
肯特將薇奧拉的回信給莎士比亞看後，他接受不了這個殘酷的結果，並向肯特表示為求薇奧拉的愛，他將不惜一切，當肯特聽到他這番說話後，便突然吻向他。此時，莎士比亞才知道肯特原來是薇奧拉扮成的。薇奧拉這樣做是因為她夢想成為一名演員，但當時法例禁止女子擔任演員。
其後，莎士比亞與薇奧拉陷入熱戀當中，而他所寫的劇本亦不再是一齣喜劇，是一部講述兩大仇家兒女的愛情悲劇，聽取演員好友尼德的意見，將此劇改名為《羅密歐與茱麗葉》。可是，好景不常，薇奧拉的婚期將近，而她女扮男裝的身分也被地方官員發現，玫瑰劇院因此被勒令關閉……

### 金句
- 「我不知道，這是一個謎。」（I don't know. It's a mystery.）──每當情況變得愈來愈壞時，漢斯樂都會說情況會改善，而當他被問及原因的時候，便會這樣回答。另外，薇奧拉最後跟莎士比亞道別並啟發他創作《第十二夜》的時候，也曾這樣說過。

- 「為了一個吻，我會違抗千個魏瑟。」（For one kiss, I would defy a thousand Wessexes.）──當莎士比亞讀了薇奧拉拒絕他的信時，莎士比亞對女扮男裝的肯特說，愛情無分特級，即使魏瑟爵士是她的未婚夫，他也會繼續愛下去。當肯特問他如果魏瑟從中阻撓時，莎士比亞便這樣說。

## 演員表

### 主要角色
- 格温妮丝·帕特罗（Gwyneth Paltrow） 飾演 薇奧拉·德·勒沙／湯瑪士·肯特
- 約瑟夫·費因斯（Joseph Fiennes） 飾演 威廉·莎士比亞
- 喬弗瑞·拉什（Geoffrey Rush） 飾演 菲立·漢斯樂
- 科林·費爾斯（Colin Firth） 飾演 魏瑟爵士
- 賓·艾佛力（Ben Affleck） 飾演 尼德·阿連
- 朱迪·丹奇（Judi Dench） 飾演 伊莉莎白一世

### 其他角色
- 湯姆·威爾金森（Tom Wilkinson） 飾演 曉·菲尼曼
- 魯伯特·埃弗里特 飾演 克利斯多弗·馬羅
- 桑德拉·韋恩頓（Sandra Reinton） 飾演 洛斯琳
- 馬丁·肯尼斯（Martin Clunes） 飾演 理察·波貝
- 西蒙·卡洛 飾演 埃德蒙·蒂尔尼（英语：Edmund Tylney）
- Jim Carter 飾演 Ralph Bashford
- Antony Sher 飾演 Dr. Moth
- 伊美黛·史道頓 飾演 Nurse
- Mark Williams 飾演 Wabash
- Daniel Brocklebank 飾演 Sam Gosse
- Jill Baker 飾演 Lady de Lesseps
- Patrick Barlow 飾演 Will Kempe
- Joe Roberts 飾演 John Webster
- John Inman 飾演 Lady Capulet

## 軼事
- 電影初段給女皇伊莉莎白一世表演的戲劇是《维洛那二绅士》，這也是莎士比亞其中的一部喜劇作品。
- 電影開場的其中一幕，莎士比亞的桌子上放了一隻寫上「埃文河畔斯特拉特福」的杯子，而這個地方是莎士比亞的出生地。
- 在電影最終決定製作的6年前，薇奧拉的角色原本是由茱莉亞·羅拔絲擔任，但她遊說丹尼爾·戴-路易斯演出莎士比亞的時候，丹尼爾以演出《以父之名》為由而拒絕。當時，環球電影以未找到合適的人選而將計劃擱置，直至約瑟夫·費因斯擔任男主角。
- 1998年度的奧斯卡金像獎是唯一一屆出現兩位飾演同一角色（伊莉莎白一世）的入圍者，分別是本片入圍女配角的朱迪·丹奇，以及入圍女主角的《伊莉莎白》（Elizabeth）姬蒂·白蘭芝。
- 朱迪·丹奇雖然在電影中只有約8分鐘的演出，但她仍然奪得奧斯卡最佳女配角獎，這是該獎項歷來第二最短的演出時間，僅次於比阿特丽斯·斯特雷（英语：Beatrice Straigh）1976年在《電視台風雲》（Network）中5分40秒的演出。
- 為莎士比亞划船渡河的船家對他說：「克利斯多弗·馬羅（當時的名劇作家）曾經有一次乘坐過我的船。」（I had that Christopher Marlowe in my boat once.），這是參考倫敦計程車司機對客人談及他們的有名乘客時所說的話。

## 獎項

### 第71屆奧斯卡金像獎

#### 獲獎
- 最佳電影
- 最佳女主角
- 最佳女配角
- 最佳原創劇本
- 最佳藝術指導
- 最佳服裝設計
- 最佳配樂

#### 提名
- 最佳導演
- 最佳男配角
- 最佳攝影
- 最佳剪輯
- 最佳化妝
- 最佳混音

### 第56屆金球獎

#### 獲獎
- 最佳音樂及喜劇電影
- 最佳女主角：音樂及喜劇電影
- 最佳劇本

#### 提名
- 最佳導演
- 最佳男配角
- 最佳女配角

### 第52届英国电影学院奖

#### 获奖
- 英国电影学院奖最佳影片
- 最佳女配角：Judi Dench
- 最佳剪辑：David Gamble

#### 提名
- 最佳导演：John Madden
- 最佳原创剧本：Marc Norman and Tom Stoppard
- 最佳男主角：Joseph Fiennes
- 最佳女主角：Gwyneth Paltrow
- 最佳男配角：Geoffrey Rush
- 最佳男配角：Tom Wilkinson
- 最佳摄影：Richard Greatrex
- 最佳音乐：Stephen Warbeck
- 最佳服装设计：Sandy Powell
- 最佳艺术指导：Martin Childs
- 最佳化妆与发型：Lisa Westcott
- 最佳音效：Robin O'Donoghue, Dominic Lester, Peter Glossop, and John Downer

## 外部連結
- 開眼電影網上《莎翁情史》的資料（繁體中文）
- 豆瓣电影上《莎翁情史》的資料 （简体中文）
- 时光网上《莎翁情史》的資料（简体中文）
- AllMovie上《莎翁情史》的资料（英文）
- 爛番茄上《莎翁情史》的資料（英文）
- Box Office Mojo上《莎翁情史》的資料（英文）
- TCM电影资料库上《莎翁情史》的资料（英文）
- Metacritic上《莎翁情史》的資料（英文）
- 互联网电影数据库（IMDb）上《莎翁情史》的资料（英文）

| 獎項                  | 獎項                        | 獎項                      |
| --------------------- | --------------------------- | ------------------------- |
| 上一届： 《鐵達尼號》 | 奧斯卡最佳影片獎 1998年     | 下一届： 《美國心玫瑰情》 |
| 上一届： 《心靈捕手》 | 奧斯卡最佳原創劇本獎 1998年 | 下一届： 《美國心玫瑰情》 |